# Betuloxys compressicornis
Betuloxys compressicornis är en stekelart som först beskrevs av Johannes Friedrich Ruthe 1859.  Betuloxys compressicornis ingår i släktet Betuloxys och familjen bracksteklar. Inga underarter finns listade.